# Palacio Heiremans
El Palacio Heiremans es un inmueble ubicado en el barrio República de Santiago de Chile, que alberga actualmente al Museo de la Solidaridad Salvador Allende y a la Fundación Salvador Allende.
Forma parte de la «Zona Típica» de las Casonas de Avenida República, establecida por el decreto ley n.º 780, del 10 de diciembre de 1992, promulgado durante el gobierno del presidente Patricio Aylwin.

## Historia

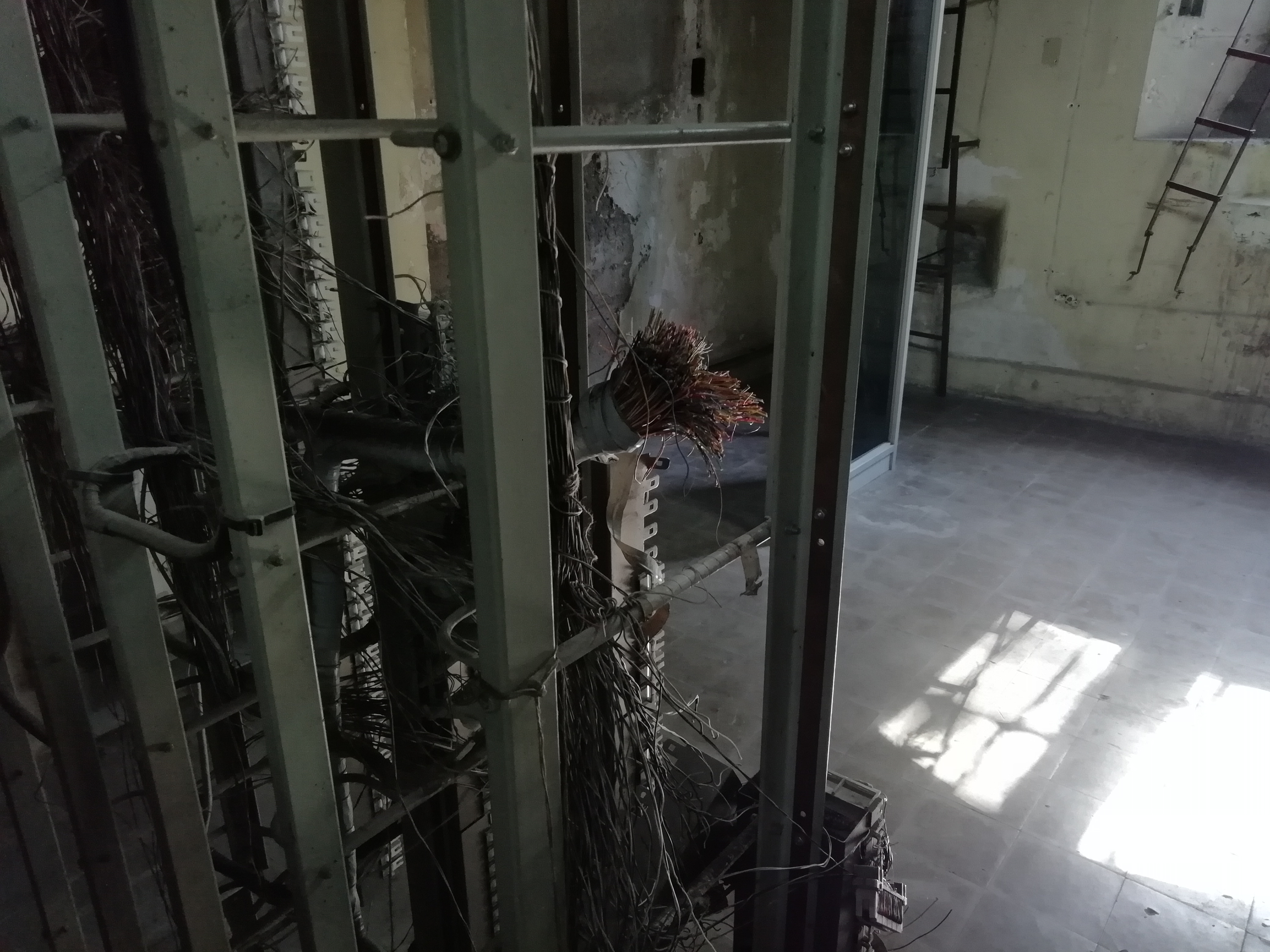
Infraestructura telefónica usada por la CNI para espionaje en el sótano del Palacio Heiremans.

Fue construido en 1925 por encargo del empresario belga Amadeo Heiremans Vaerman, quien vivió en el recinto hasta su muerte en 1944. Su sucesión la vendió al gobierno de España para instalar la embajada de ese país europeo en Chile, que ocupó el palacete hasta 1967, cuando fue adquirida por la Universidad de Chile para instalar su Departamento de Estudios Humanísticos.[cita requerida]
Este departamento dirigido por Cristián Huneeus y en el que el poeta Ronald Kay editó en 1975 la revista Manuscritos —en la que recuperó los Quebrantahuesos, diarios de poesía mural con técnica de collage de Nicanor Parra, Enrique Lihn y Alejandro Jodorowsky— funcionó allí hasta 1977, cuando llegaron siete agentes de la Central Nacional de Informaciones (CNI), la policía secreta del gobierno militar  del general Augusto Pinochet, para tomar posesión del inmueble, que convirtieron en un centro de operaciones.
Posteriormente, en 2004, la Fundación Salvador Allende compró el edificio para albergar a sus oficinas y al Museo de la Solidaridad.